# Religionsphänomenologie
Religionsphänomenologie ist ein Ansatz der Systematischen Religionswissenschaft. Er beschreibt und klassifiziert religiöse Phänomene (Objekte und Akte) mittels reflektierter diagnostischer Methoden. Bis in die 1960er Jahre waren Religionsphänomenologie und Religionssystematik für viele Wissenschaftler identisch. Erst danach entwickelte sie sich neben der Religionstypologie zu einem eigenständigen Ansatz der systematisch-vergleichenden Forschung.

## Methoden
Der Ansatz ist sehr stark geprägt vom Phänomenologie-Begriff Edmund Husserls. Es geht dabei um das Erschauen von Phänomenen, also dem, was sich dem unvoreingenommenen Forscher zeigt. Dieser Ansatz beabsichtigt das Wesen der Religion(en) unabhängig von kulturellen und historischen Kontexten zu erschließen. Deshalb wurde ihm von Religionshistorikern der Vorwurf der Ahistorizität gemacht. Diesen Kritikpunkt berücksichtigend und sich so von der klassischen Religionsphänomenologie distanzierend versucht die moderne, problemorientierte Religionsphänomenologie den Wandel der Phänomene in der Religionsgeschichte zu erforschen. Im Unterschied zur rein kulturwissenschaftlichen Religionswissenschaft betont die Religionsphänomenologie die Wichtigkeit der Transzendenzoffenheit, d. h., sie betrachtet religiöse Phänomene nicht unbedingt nur als Produkte menschlicher Kultur, sondern möchte die Möglichkeit, dass es sich um Begegnungen zwischen Menschen und einer oft „das Heilige“ genannten transzendenten Größe handelt, bewusst in Betracht ziehen, ohne aber deshalb zu einer Theologie zu werden.
Rohmaterial der Religionsphänomenologie ist die gesamte Geschichte der Religion sowie ethnographische Aufzeichnungen. Die Religionsphänomenologie, die unter anderem der Religionspsychologie, der Religionssoziologie und der Religionspsychopathologie zuarbeitet, von deren Ergebnissen aber auch die Religionskritik zehrt, abstrahiert dabei von der Historizität und der kulturspezifischen Bestimmtheit ihrer Erkenntnisobjekte.
Anliegen der Religionsphänomenologie ist es, in der Fülle der vielen Religionen 'das Religiöse', die existentielle Bezogenheit des Menschen auf ein transzendentes 'höchstes Wissen', sichtbar zu machen. Zum Kreis der Autoren zählen:
- Mircea Eliade, ein Klassiker der Religionsphänomenologie, organisierte seine religionsphänomenologischen Forschungsergebnisse nach den Kriterien von Raum und Zeit und beschrieb religiöse Phänomene in einer teils geographischen, teils chronologischen Ordnung. Er ist wegen seiner Verstrickung in den rumänischen Faschismus umstritten.
- Für Gustav Mensching war die Religionsphänomenologie, die er mit wichtigen Werken über das heilige Schweigen, das heilige Wort, die Idee der Sünde usw. förderte, nur ein Teilbereich seines Schaffens.
- Adel Theodor Khoury, melkitisch-katholischer Professor und Koran-Übersetzer und -Kommentator, und Georg Girschek, Referent im Erzbistum Köln ('Das religiöse Wissen der Menschheit', 2 Bde., 360 S., gebunden, KNO-NR: 07 65 07 41, Freiburg: Herder 1999) wählen demgegenüber eine systematische Gliederung, die sich an Themen wie Schöpfung, Gotteserfahrung, Offenbarung, Prophetie, Heil und Kult orientiert.
- Geo Widengren, ein schwedischer Orientalist und Religionswissenschaftler, der sich vornehmlich der Erforschung der altorientalischen und iranischen Religionen widmete, befasste sich auch mit Studien zu Judentum und Islam. Seine Arbeiten erfreuen sich großer philologischer Genauigkeit und erfolgten im Bereich der iranischen Religionen unter Heranziehung aller iranischen Dialekte sowie anderer Sprachen aus dem Umfeld des Iran, etwa Sanskrit, Akkadisch, Arabisch oder Syrisch.

## Namhafte Religionsphänomenologen
- Pierre Daniel Chantepie de la Saussaye (1848–1920)
- Gerardus van der Leeuw (1890–1950)
- Rudolf Otto (1869–1937)
- Friedrich Heiler (1892–1967)
- Mircea Eliade (1907–1986)
- Kurt Goldammer (1916–1997)
- Günter Lanczkowski (1917–1993)
- Raffaele Pettazzoni (1883–1959)
- Gustav Mensching (1901–1978)
- José Severino Croatto (1930–2004)
- Jacques Waardenburg (1930–2015)
- Hans-Joachim Klimkeit (1939–1999)
- Udo Tworuschka (geb. 1949)
- Wolfgang Gantke (geb. 1951)